# Indobatis ori
Indobatis ori (лат.) — единственный вид хрящевых рыб рода Indobatis из отряда скатообразных. Обитают в западной части Индийского океана. Встречаются на глубине до 1725 м. Их крупные, уплощённые грудные плавники образуют диск с выступающим рылом, который оканчивается нитевидным выростом. Максимальная зарегистрированная длина 42,9 см. Разнможаются путём яйцеживорождения.

## Таксономия
Впервые вид был научно описан в 1967 году как Springeria ori. Видовой эпитет является аббревиатурой Океанографического исследовательского института (Дурбан, ЮАР), в котором были собраны материалы и был описан новый вид. Позднее он был отнесён к роду нитерылых скатов, а согласно недавним исследованиям выделен в самостоятельный род. Голотип представляет собой самку длиной 20,6 см, с диском шириной 10,2 см, пойманную у побережья ЮАР (21°18′ ю. ш. 36°18′ в. д.) на глубине 1510—1600 м. Паратип: самка длиной 14,5 см и диском шириной 7 см, пойманная там же. Вид назван по географическому месту обитания (Индийский океан).

## Ареал
Эти глубоководные скаты обитают в западной части Индийского океана у берегов Мадагаскара и Мозамбика. Встречаются на материковом склоне глубине от 1000 до 1725 м.

## Описание
Широкие и плоские грудные плавники этих скатов образуют округлый диск, ширина которого составляет 09—1,1 длины. Он имеет форму приплюснутой груши или сердечка (у взрослых самцов). Выступающее рыло образует угол 85—106° и переходит в нитевидный вырост, длина которого составляет 9—12 % расстояния от кончика рыла до глаз. У неполовозрелых особей размер рыла относительно больше по сравнению с взрослыми, тогда как вырост короче и тоньше. Глаза посажены близко, расстояние между ними равно 2—3 % длины тела. Внутренний задний край брюшных плавников по всей длине срастается с основанием хвоста. У взрослых длина хвоста примерно равна длине диска от кончика рострального выроста до середины вентральной поверхности, а у молодых скатов в 1,5 раза превышает её. Кожа лишена чешуи за исключением двух продольных рядов колючек, покрывающих диск взрослых самцов. На хвосте имеются два латеральных ряда мясистых отростков. Спинные плавники отсутствуют. На вентральной стороне диска расположены 5 жаберных щелей, ноздри и рот. Окраска дорсальной поверхности тёмного серо-коричневого цвета, вентральная поверхность немного темнее. На верхней челюсти расположено 18—26 зубных рядов. Максимальная зарегистрированная длина 42,9 см.

## Биология
Размножаются яйцеживорождением. Откладывают яйца, заключённые в твёрдую роговую капсулу длиной 3,6 см и шириной 1,9 см с заострёнными концами.

## Взаимодействие с человеком
Эти скаты не являются объектом целевого лова. Возможно, они попадаются в качестве прилова при глубоководном тралении. Данных для оценки Международным союзом охраны природы охранного статуса вид, вызывает наименьшие опасения .